# Primera Liga de Croacia 1992
La Primera División de Croacia en su temporada 1992, Fue la primera temporada, después de la independencia de Croacia de Yugoslavia. El torneo se vio afectado por la Guerra en Croacia, por lo que su inicio se vio retrasado y su temporada acortada. Finalmente el campeonato se desarrolló entre el 29 de febrero y el 13 de junio de 1992. El campeón fue el club Hajduk Split que consiguió el primer título de la naciente liga croata.
Los doce clubes en competición se agrupan en un único grupo en que se enfrentan dos veces a sus oponentes en dos ruedas (ida y vuelta), con un total de 22 partidos jugados por club. En vista de la ampliación del número de clubes no se contemplaron descensos al final de temporada.

## Equipos
| Club                 | Ciudad    | Estadio          | 1990-91                           |
| -------------------- | --------- | ---------------- | --------------------------------- |
| HNK Cibalia Vinkovci | Vinkovci  | Mladost          | 8° en 2. Liga Yugoslavia 1990/91  |
| HNK Dubrovnik        | Dubrovnik | Lapad            | 16° en 2. Liga Yugoslavia 1990/91 |
| Hajduk Split         | Split     | Poljud           | 6° en 1. Liga Yugoslavia 1990/91  |
| Dinamo Zagreb        | Zagreb    | Maksimir         | 2° en 1. Liga Yugoslavia 1990/91  |
| Inker Zaprešić       | Zaprešić  | Stadion Inkera   | 2° en 3. Liga Yugoslavia West     |
| NK Istra Pula        | Pula      | Aldo Drosina     | 4° en 4 .Liga Yugoslavia West     |
| NK Osijek            | Osijek    | Gradski vrt      | 9° en 1. Liga Yugoslavia 1990/91  |
| HNK Rijeka           | Rijeka    | Kantrida         | 15° en 1. Liga Yugoslavia 1990/91 |
| HNK Šibenik          | Šibenik   | Šubićevac        | 12° en 2. Liga Yugoslavia 1990/91 |
| Varteks Varaždin     | Varaždin  | Stadion Varteksa | 6° en 3. Liga Yugoslavia West     |
| NK Zadar             | Zadar     | Stanovi          | 1° en 3. Liga Yugoslavia West     |
| NK Zagreb            | Zagreb    | Kranjčevićeva    | 2° en 2. Liga Yugoslavia 1990/91  |

## Tabla de posiciones
|  |     | Equipo           | PJ | PG | PE | PP | GF | GC | DG  | PTS |
|  | --- | ---------------- | -- | -- | -- | -- | -- | -- | --- | --- |
|  | 1.  | Hajduk Split     | 22 | 16 | 4  | 2  | 44 | 14 | +30 | 36  |
|  | 2.  | NK Zagreb        | 22 | 14 | 5  | 3  | 34 | 9  | +25 | 33  |
|  | 3.  | NK Osijek        | 22 | 12 | 3  | 7  | 33 | 28 | +5  | 27  |
|  | 4.  | Inker Zaprešić   | 22 | 10 | 6  | 6  | 37 | 19 | +18 | 26  |
|  | 5.  | Dinamo Zagreb    | 22 | 11 | 4  | 7  | 32 | 21 | +11 | 26  |
|  | 6.  | HNK Rijeka       | 22 | 10 | 5  | 7  | 26 | 22 | +4  | 25  |
|  | 7.  | NK Istra Pula    | 22 | 8  | 5  | 9  | 22 | 27 | -5  | 21  |
|  | 8.  | Varteks Varaždin | 22 | 7  | 6  | 9  | 32 | 25 | +7  | 20  |
|  | 9.  | Cibalia Vinkovci | 22 | 3  | 9  | 10 | 13 | 24 | -9  | 15  |
|  | 10. | NK Zadar         | 22 | 4  | 5  | 13 | 20 | 49 | -29 | 13  |
|  | 11. | HNK Dubrovnik    | 22 | 2  | 7  | 13 | 4  | 36 | -32 | 11  |
|  | 12. | HNK Šibenik      | 22 | 2  | 7  | 13 | 18 | 41 | -23 | 11  |

### Máximos goleadores
| Jugador         | Club             | Goles |
| --------------- | ---------------- | ----- |
| Ardian Kozniku  | Hajduk Split     | 12    |
| Igor Cvitanović | Varteks Varaždin | 9     |
| Robert Špehar   | NK Osijek        | 9     |
| Goran Vlaović   | Dinamo Zagreb    | 9     |
| Željko Adžić    | Dinamo Zagreb    | 8     |
| Renato Jurčec   | NK Zagreb        | 8     |
| Goran Vučević   | Hajduk Split     | 8     |
| Nenad Bjelica   | NK Osijek        | 7     |
| Grgica Kovač    | Varteks Varaždin | 7     |
| Ivica Mornar    | Hajduk Split     | 7     |
| Zoran Škerjanc  | HNK Rijeka       | 7     |
| Dževad Turković | Varteks Varaždin | 7     |